# Парласко
Парласко (итал. Parlasco) — коммуна в Италии, располагается в регионе Ломбардия, в провинции Лекко.
Население составляет 146 человек (2008 г.), плотность населения составляет 73 чел./км². Занимает площадь 2 км². Почтовый индекс — 22040. Телефонный код — 0341.
Покровителем коммуны почитается святой Антоний Великий, празднование 17 января.

## Демография
Динамика населения:

## Администрация коммуны
- Официальный сайт: http://www.comune.parlasco.lc.it/ Архивная копия от 22 мая 2017 на Wayback Machine